# 478 km
478 km (ros. 478 км) – przystanek kolejowy w pobliżu miejscowości Chłystowka, w rejonie krasninskim, w obwodzie smoleńskim, w Rosji. Leży na linii Moskwa - Mińsk - Brześć.